# 朝響信親
朝響 信親（あさひびき のぶちか、1897年1月3日 - 1960年2月22日）は、愛媛県西宇和郡三瓶町（現西予市）出身で高砂部屋に所属した大相撲力士。本名は宮本 延近。身長173cm、体重90kg。最高位は東前頭2枚目（1927年5月場所）。引退後は年寄佐ノ山として後進の指導につとめた。

## 来歴
同郷の大関朝汐の佐ノ山部屋に入門し、1914年1月場所に初土俵を踏んだ。稽古熱心で順調に昇進し、1918年5月に、朝見藤と名乗って十両に昇進、1922年1月には朝見富士と改めて新入幕を果たした。その間、師匠が亡くなったので本家の高砂部屋に移籍した。また、入幕後に朝響と改名している。
1926年5月場所、1927年1月場所と連続して8勝3敗と好成績を収めたのがピークであった。宮城山福松の土俵入りの際には太刀持ちを務めていた。
幕内では地味な取り口で、横綱大関を破る殊勲もなかったが、それでも1929年まで20場所連続して幕内を保った。1929年5月、十両に落ちたところで連続全休して9月場所限りで引退、年寄佐ノ山を襲名した。
引退後は長く高砂部屋で後進を指導していたが、1955年3月、独立して佐ノ山部屋を再興した。しかし、関取をだせないまま1960年2月に死去した。しかし、遺された弟子の中から、のちの幕内栗家山恵三が出た。

## 主な成績
- 通算成績：130勝127敗4分3預54休 勝率.506
- 幕内成績：75勝105敗2分2預32休 勝率.417
- 現役在位：38場所
- 幕内在位：20場所

### 場所別成績
| 1914年 （大正3年） | （前相撲）          | x                  | 西序ノ口33枚目 5–0    | x                       |
| 1915年 （大正4年） | 西序二段61枚目 5–0  | x                  | 西序二段6枚目 4–1     | x                       |
| 1916年 （大正5年） | 西三段目44枚目 4–1  | x                  | 東三段目9枚目 4–1     | x                       |
| 1917年 （大正6年） | 東幕下43枚目 4–1    | x                  | 東幕下5枚目 3–2       | x                       |
| 1918年 （大正7年） | 西幕下筆頭 3–2      | x                  | 東十両12枚目 3–2      | x                       |
| 1919年 （大正8年） | 東十両5枚目 2–4 1預 | x                  | 東十両14枚目 3–1 1分  | x                       |
| 1920年 （大正9年） | 東十両7枚目 3–2     | x                  | 東十両6枚目 3–1 1分   | x                       |
| 1921年 （大正10年） | 東十両7枚目 4–1     | x                  | 西十両筆頭 5–3        | x                       |
| 1922年 （大正11年） | 西前頭14枚目 5–5    | x                  | 東前頭9枚目 4–4 2預   | x                       |
| 1923年 （大正12年） | 西前頭7枚目 3–7     | x                  | 東前頭15枚目 3–1–7    | x                       |
| 1924年 （大正13年） | 東前頭8枚目 5–5     | x                  | 西前頭7枚目 5–4–1 1分 | x                       |
| 1925年 （大正14年） | 西前頭2枚目 5–6     | x                  | 東前頭6枚目 4–6 1分   | x                       |
| 1926年 （大正15年） | 東前頭9枚目 4–7     | x                  | 西前頭10枚目 8–3      | x                       |
| 1927年 （昭和2年） | 東前頭7枚目 8–3     | 東前頭7枚目 2–9    | 東前頭2枚目 2–9       | 西前頭11枚目 0–2–9      |
| 1928年 （昭和3年） | 西前頭6枚目 6–5     | 東前頭15枚目 1–6–4 | 東前頭5枚目 3–8       | 東前頭5枚目 0–0–11      |
| 1929年 （昭和4年） | 西前頭15枚目 3–8    | 西前頭15枚目 4–7   | 東十両2枚目 0–0–11    | 東十両2枚目 引退 0–0–11 |
| 各欄の数字は、「勝ち-負け-休場」を示す。 優勝 引退 休場 十両 幕下 三賞：敢=敢闘賞、殊=殊勲賞、技=技能賞 その他：★=金星 番付階級：幕内 - 十両 - 幕下 - 三段目 - 序二段 - 序ノ口 幕内序列：横綱 - 大関 - 関脇 - 小結 - 前頭（「#数字」は各位内の序列） |                     |                    |                       |                         |

- 1924年5月の1休は相手力士の休場によるもの

## 四股名変遷
- 朝見藤 信親（あさみふじ のぶちか）1914年1月場所 - 1921年5月場所
- 朝見富士 信親（あさみふじ -）1922年1月場所 - 1923年5月場所
- 朝響 信親（あさひびき -）1924年1月場所 - 1929年9月場所